# 浅野長賢 (広島新田藩主)
浅野 長賢（あさの ながかた）は、江戸時代中期の大名。通称は民部、大膳。安芸国広島新田藩初代藩主。官位は従五位下・兵部少輔、宮内少輔。

## 略歴
広島藩主浅野綱長の三男として誕生。幼名は万之助、万吉。
宝永7年（1710年）9月18日、6代将軍徳川家宣に拝謁し、松平姓を名乗ることを許される。同年12月18日、従五位下・兵部少輔に任官する。後に宮内少輔に改める。享保15年（1730年）5月11日、兄で広島藩主の吉長から3万石を分与されて、支藩である広島新田藩を立藩した。
延享元年（1744年）9月25日、52歳で死去し、跡を長男の長喬が継いだ。法号は大通院。墓所は東京都品川区北品川の東海寺。

## 系譜
- 父：浅野綱長（1659-1708）
- 母：不詳
- 室：不詳
  - 長男：浅野長喬（1732-1770）
  - 男子：三好房高 - 三好義継の妹の子生勝に始まる広島藩三好家7代
  - 女子：能姫 - 養寿院、浅野吉長の養女、小笠原忠総正室
  - 女子：瑞仙院 - 毛利広寛正室